# Lijst van Tweede Kamerleden voor de regeringsgezinden
Een overzicht van alle voormalige Tweede Kamerleden voor de regeringsgezinden.
| Tweede Kamerlid                           | Begindatum        | Einddatum         |
| ----------------------------------------- | ----------------- | ----------------- |
| J.D.C.C.W. d' Ablaing van Giessenburg     | 18 september 1848 | 12 februari 1849  |
| G.A.E. van Aefferden                      | 20 oktober 1818   | 14 oktober 1827   |
| P. van Akerlaken                          | 16 oktober 1838   | 17 oktober 1847   |
| G.H. Alberda van Bloemersma               | 29 oktober 1829   | 26 september 1831 |
| O.T. Alberda van Rensuma                  | 21 september 1815 | 17 oktober 1824   |
| A.A. van Andringa de Kempenaer            | 21 september 1815 | 12 juni 1825      |
| R.H. Arntzenius                           | 22 oktober 1822   | 22 november 1823  |
| H.M.A.J. van Asch van Wijck               | 11 juli 1822      | 18 oktober 1840   |
| H. Backer                                 | 21 oktober 1827   | 29 november 1846  |
| G. Beelaerts van Blokland                 | 21 oktober 1823   | 17 oktober 1841   |
| A.C. Bentinck (van Nijenhuis)             | 25 oktober 1815   | 17 oktober 1819   |
| C.G. Bijleveld                            | 21 september 1815 | 18 oktober 1835   |
| J.F. Bijleveld                            | 21 oktober 1845   | 12 februari 1849  |
| Ch. Binkes                                | 18 oktober 1836   | 16 oktober 1842   |
| H.A. van Bleyswijk                        | 23 maart 1841     | 17 oktober 1847   |
| P.J. Boddaert                             | 19 oktober 1824   | 18 oktober 1840   |
| A.A. van Boelens                          | 18 oktober 1825   | 29 november 1834  |
| P.A. van Boetzelaer                       | 21 oktober 1817   | 19 oktober 1823   |
| J.J.B. Boeyé                              | 8 november 1818   | 17 oktober 1830   |
| T.C. de Bordes                            | 18 oktober 1831   | 14 oktober 1838   |
| J. van den Bosch                          | 7 november 1842   | 27 januari 1844   |
| S. Brouwer                                | 24 oktober 1842   | 27 juni 1845      |
| J.C.G. van der Brugghen van Croy          | 21 september 1815 | 28 september 1828 |
| W.B. Buma                                 | 4 december 1840   | 20 oktober 1844   |
| J. Busch                                  | 21 september 1815 | 20 augustus 1817  |
| A.G. Camper                               | 19 oktober 1819   | 4 februari 1820   |
| H. Carbasius Bzn.                         | 21 september 1815 | 29 januari 1823   |
| J. Cats Epz.                              | 13 september 1830 | 18 oktober 1840   |
| J. Clifford                               | 22 oktober 1816   | 17 oktober 1819   |
| G. Clifford                               | 21 september 1815 | 17 oktober 1841   |
| C.Æ.E. Collot d'Escury                    | 21 oktober 1817   | 17 oktober 1819   |
| J.M. Collot d'Escury                      | 21 september 1815 | 30 november 1817  |
| L.C.R. Copes van Cattenburch              | 5 augustus 1840   | 5 september 1840  |
| P.E.A. de la Court                        | 18 oktober 1831   | 17 oktober 1841   |
| P.J. Cuypers                              | 21 september 1815 | 19 oktober 1834   |
| A.A. Deutz van Assendelft                 | 21 september 1815 | 18 oktober 1818   |
| H.J. Dijckmeester                         | 21 oktober 1821   | 16 oktober 1842   |
| W.B. Donker Curtius van Tienhoven         | 18 oktober 1825   | 14 oktober 1838   |
| M. van Doorninck                          | 21 oktober 1824   | 14 oktober 1827   |
| Th. Dotrenge                              | 16 oktober 1827   | 19 oktober 1828   |
| F.C.W. Druyvesteyn                        | 22 oktober 1833   | 19 oktober 1845   |
| C. Duvelaer van de Spiegel                | 21 september 1815 | 27 oktober 1829   |
| A.J.F. Egter van Wissekerke               | 6 februari 1846   | 12 februari 1849  |
| J. Enschedé                               | 23 maart 1841     | 12 februari 1849  |
| J.C. Faber van Riemsdijk                  | 20 oktober 1843   | 12 februari 1849  |
| G. Fontein Verschuir                      | 22 oktober 1816   | 1 december 1829   |
| D. van Foreest                            | 12 december 1829  | 16 april 1833     |
| F. Frets                                  | 12 december 1829  | 16 oktober 1842   |
| H.H. Geradts                              | 19 juli 1848      | 12 februari 1849  |
| C.P. Gevers                               | 21 september 1815 | 19 oktober 1817   |
| D.Th. Gevers van Endegeest                | 15 oktober 1838   | 12 februari 1849  |
| J. Gockinga                               | 20 oktober 1823   | 16 oktober 1825   |
| J. Gockinga                               | 17 oktober 1827   | 15 oktober 1843   |
| H.M. van der Goes                         | 11 juli 1822      | 19 oktober 1828   |
| O.P. Groeninx van Zoelen                  | 21 oktober 1817   | 19 oktober 1823   |
| R.S. van der Gronden                      | 18 oktober 1831   | 15 oktober 1843   |
| H. Guichart                               | 18 oktober 1825   | 14 oktober 1827   |
| J.Ch. van Haersolte van Haerst            | 21 oktober 1845   | 12 februari 1849  |
| H.E. Hagenouw Brongers                    | 22 oktober 1839   | 29 juli 1840      |
| J.W. Half-Wassenaar van Onsenoort         | 21 september 1815 | 19 oktober 1817   |
| W.R. van Heeckeren van Brandsenburg       | 21 oktober 1840   | 22 juli 1845      |
| W.H.A.C. van Heeckeren van Kell           | 21 september 1815 | 18 oktober 1823   |
| W.H. van Heemstra                         | 22 oktober 1822   | 29 december 1826  |
| Th.C. van Heerdt tot Eversberg            | 21 september 1815 | 17 oktober 1824   |
| F. van Hees                               | 21 september 1815 | 17 oktober 1830   |
| S.J. van Heiden Reinestein                | 21 september 1815 | 16 april 1830     |
| G. Hiddema Jongsma                        | 6 februari 1845   | 12 februari 1849  |
| J.G. Hinlópen                             | 17 oktober 1826   | 19 oktober 1845   |
| M.A.F.H. Hoffmann                         | 22 oktober 1844   | 12 februari 1849  |
| W.H. Hofstede                             | 17 mei 1830       | 14 oktober 1832   |
| G.K. van Hogendorp                        | 21 september 1815 | 17 oktober 1819   |
| G.L.H. Hooft                              | 18 september 1848 | 6 oktober 1848    |
| S. van Hoogstraten                        | 21 september 1815 | 19 oktober 1816   |
| J.C.R. van Hoorn van Burgh                | 28 februari 1838  | 15 oktober 1843   |
| A. Hope                                   | 16 oktober 1815   | 17 oktober 1819   |
| J. Hora Siccama                           | 19 oktober 1824   | 6 april 1829      |
| A. Hoynck van Papendrecht                 | 21 oktober 1828   | 15 oktober 1837   |
| P. Huidekoper                             | 21 september 1841 | 31 januari 1842   |
| A.W. Huidekoper                           | 23 april 1841     | 29 augustus 1841  |
| Ch.J.E. van Hulthem                       | 18 januari 1822   | 17 oktober 1830   |
| W.J. Huyssen van Kattendijke              | 21 september 1815 | 19 mei 1826       |
| P.G. van Iddekinge                        | 21 september 1815 | 22 mei 1821       |
| H.A. IJssel de Schepper                   | 17 oktober 1826   | 16 oktober 1831   |
| A.J. Ingenhousz                           | 20 oktober 1818   | 20 oktober 1839   |
| A.J. Ingenhousz                           | 20 oktober 1841   | 20 oktober 1844   |
| F.B. s' Jacob                             | 21 september 1815 | 17 oktober 1819   |
| J. Jarges                                 | 21 september 1815 | 16 oktober 1831   |
| F.C. de Jonge                             | 21 september 1815 | 17 oktober 1824   |
| M.W. de Jonge van Campensnieuwland        | 20 oktober 1829   | 17 oktober 1841   |
| W.J. Junius van Hemert                    | 19 oktober 1830   | 17 oktober 1841   |
| J.C. van de Kasteele                      | 19 oktober 1824   | 30 juni 1835      |
| J.C. van der Kemp                         | 19 oktober 1819   | 22 november 1823  |
| J.M. Kemper                               | 21 oktober 1817   | 19 juli 1824      |
| P.A.S. Kerèns                             | 21 oktober 1840   | 16 oktober 1841   |
| G.D.A. Kerens de Wolfrath                 | 17 oktober 1820   | 15 oktober 1826   |
| N.P.J. Kien                               | 12 november 1845  | 12 februari 1849  |
| G. van Leeuwen                            | 21 oktober 1845   | 12 februari 1849  |
| F. Lemker                                 | 16 oktober 1827   | 20 oktober 1839   |
| C.Ph. van Lidth de Jeude                  | 21 september 1815 | 20 oktober 1822   |
| P.W. Liedel de Well                       | 16 oktober 1827   | 17 oktober 1830   |
| J.W.A.J. van Lochteren Stakebrant         | 19 oktober 1819   | 20 februari 1826  |
| T.M. Lycklama à Nijeholt                  | 21 september 1815 | 16 oktober 1831   |
| W.H. Lycklama à Nijeholt                  | 12 november 1845  | 12 februari 1849  |
| J.E.N. van Lynden van Hoevelaken          | 21 september 1815 | 16 oktober 1831   |
| A.H. van Markel Bouwer                    | 21 september 1815 | 21 juni 1826      |
| P.A. van Meeuwen                          | 20 oktober 1819   | 15 oktober 1842   |
| A.Ch. Membrède                            | 21 september 1815 | 19 juni 1823      |
| H. Menso                                  | 18 oktober 1842   | 15 oktober 1848   |
| R. Metelerkamp                            | 21 september 1815 | 15 maart 1828     |
| A.H.Th. Michiels van Verduynen            | 22 oktober 1840   | 17 oktober 1846   |
| H.J.H. Modderman                          | 20 oktober 1840   | 12 februari 1849  |
| J.M.R.Gh. Moreau de Bioul                 | 30 oktober 1818   | 14 oktober 1821   |
| J.B.H. van de Mortel                      | 1 april 1834      | 17 oktober 1841   |
| J.B.H. van de Mortel                      | 18 september 1848 | 6 oktober 1848    |
| G.N. Mulier                               | 24 maart 1835     | 16 oktober 1836   |
| Ch.J.A. van Nagell van Ampsen             | 22 oktober 1822   | 12 februari 1849  |
| Ch. Meyer Nap                             | 20 oktober 1846   | 12 februari 1849  |
| C.B. Nederburgh                           | 18 oktober 1842   | 12 februari 1849  |
| W.R. op ten Noort                         | 21 oktober 1823   | 12 november 1824  |
| F.S. op ten Noort                         | 22 september 1848 | 12 februari 1849  |
| P. Opperdoes Alewijn                      | 27 oktober 1847   | 12 februari 1849  |
| A. Oudeman                                | 17 oktober 1848   | 12 februari 1849  |
| W.N. de Pesters van Cattenbroek           | 21 september 1815 | 17 oktober 1824   |
| P.M.J.F. Petit                            | 21 oktober 1841   | 20 oktober 1844   |
| F. van de Poll                            | 24 januari 1827   | 18 oktober 1829   |
| F. van de Poll                            | 16 oktober 1838   | 18 oktober 1840   |
| W.G. van der Poll                         | 20 oktober 1818   | 24 september 1824 |
| W.J. Quintus                              | 7 februari 1832   | 8 februari 1839   |
| Ph. Ram                                   | 21 september 1815 | 8 april 1817      |
| O. van Randwijck                          | 21 september 1815 | 24 september 1833 |
| W.L.F.Ch. van Rappard                     | 22 oktober 1833   | 20 oktober 1844   |
| J.H. van Reenen                           | 19 oktober 1824   | 14 oktober 1838   |
| A. Reigersman                             | 21 september 1815 | 18 oktober 1818   |
| W.F.L. Rengers                            | 23 april 1827     | 31 mei 1830       |
| J. Repelaer van Molenaarsgraaf            | 21 september 1815 | 18 oktober 1829   |
| O. Repelaer van Molenaarsgraaf            | 20 oktober 1829   | 19 oktober 1845   |
| L.A. Reyphins                             | 21 september 1815 | 17 oktober 1830   |
| A. van Rhemen van Rhemenshuizen           | 15 maart 1820     | 24 januari 1822   |
| W. Röell van Hazerswoude                  | 29 november 1837  | 11 maart 1841     |
| Th.J. Roest van Alkemade                  | 21 september 1815 | 6 november 1818   |
| A. Sandberg                               | 21 oktober 1828   | 16 oktober 1842   |
| S.J. Sandberg van Essenburg               | 21 september 1815 | 7 september 1828  |
| R. Scheers van Harencarspel               | 18 oktober 1842   | 15 oktober 1848   |
| F.J.J. van Scheltinga                     | 20 maart 1820     | 20 oktober 1822   |
| F.P.G. van Schuylenburg                   | 21 september 1815 | 12 september 1818 |
| H. van Sminia                             | 21 september 1815 | 31 oktober 1816   |
| J.L. Snouck Hurgronje                     | 20 oktober 1835   | 18 november 1845  |
| S. Snouck van Loosen                      | 21 september 1815 | 20 oktober 1816   |
| J.F.W. van Spaen tot Biljoen              | 16 oktober 1815   | 14 oktober 1821   |
| C. Star Busmann                           | 21 oktober 1834   | 15 oktober 1848   |
| A.J.B. van Suchtelen van de Haare         | 21 september 1815 | 18 oktober 1835   |
| J.M. Swart                                | 18 september 1848 | 6 oktober 1848    |
| O. van Swinderen van Rensema              | 18 oktober 1832   | 18 oktober 1840   |
| T. Sypkens                                | 19 juni 1821      | 19 oktober 1834   |
| A. Telting                                | 11 augustus 1843  | 15 oktober 1848   |
| C.A. den Tex                              | 24 februari 1842  | 18 oktober 1846   |
| C.A. den Tex                              | 18 september 1848 | 6 oktober 1848    |
| A.J.J.H. Thissen                          | 18 september 1848 | 6 oktober 1848    |
| P.F. Timmers Verhoeven                    | 21 oktober 1845   | 12 februari 1849  |
| L. van Toulon                             | 19 oktober 1819   | 16 oktober 1831   |
| Tj.P. Tresling                            | 17 oktober 1843   | 11 juli 1844      |
| T.S. Tromp                                | 21 oktober 1834   | 16 december 1844  |
| J.D. van Tuyll van Serooskerken van Heeze | 21 september 1815 | 15 oktober 1820   |
| J.D. van Tuyll van Serooskerken van Heeze | 7 november 1828   | 8 juli 1843       |
| J.M.C. van Utenhove van Heemstede         | 20 oktober 1818   | 17 oktober 1830   |
| P.B.J. Vegelin van Claerbergen            | 18 oktober 1842   | 6 juni 1843       |
| J. van den Velden                         | 18 oktober 1836   | 16 oktober 1842   |
| A.G. Verheyen                             | 21 oktober 1817   | 16 oktober 1831   |
| W.H. Vijfhuis                             | 21 oktober 1835   | 14 januari 1838   |
| W.H. Vijfhuis                             | 16 oktober 1838   | 12 januari 1841   |
| P.E. Voet van Winssen                     | 21 september 1815 | 23 maart 1822     |
| J.N.A. van Wassenaar van Sint Pancras     | 21 september 1815 | 15 oktober 1826   |
| J. Weerts                                 | 17 oktober 1826   | 18 oktober 1840   |
| Sj. van Welderen Rengers                  | 13 september 1830 | 16 oktober 1842   |
| J.P. van Wickevoort Crommelin             | 21 september 1815 | 20 oktober 1822   |
| J.I.H. van Wickevoort Crommelin           | 21 oktober 1823   | 18 oktober 1840   |